# Calamus acanthochlamys
Calamus acanthochlamys är en enhjärtbladig växtart som beskrevs av John Dransfield. Calamus acanthochlamys ingår i släktet Calamus och familjen Arecaceae. Inga underarter finns listade i Catalogue of Life.